# Batalla de Cerritos Blancos
La Batalla de Cerritos Blancos fue un enfrentamiento militar sucedido el 13 de septiembre de 1813, durante la Guerra de Independencia de Venezuela, cuando los patriotas lograron derrotar a los realistas.

## Antecedentes
El 7 de agosto de 1813, el general de brigada Simón Bolívar entra en Caracas y es aclamado Libertador de Venezuela, finalizando la campaña Admirable y fundando la Segunda República. Sin embargo, los realistas seguían controlando Coro, Maracaibo, Puerto Cabello, San Fernando de Apure, Calabozo y la provincia de Guayana. Así, en los Llanos del Orinoco empezó a desatarse una guerra feroz donde no se respetaba la vida de civiles y se promovía el saqueo por ambas partes, en el Occidente de Venezuela se preparaba también para una guerra formidable con las guarniciones de Puerto Cabello y Coro y una guerrilla que lograron reunir el sacerdote Andrés Torrellas y el teniente coronel Juan de los Reyes Vargas en los alrededores de Barquisimeto. Los jefes monárquicos agruparon tropas de Coro, Siquisique y Carora con ayuda del coronel Francisco Oberto y el canario Isidoro Quintero. Bolívar intentó sofocar el peligro enviando al teniente coronel Ramón García de Sena a Barquisimeto y al teniente coronel Tomás Montilla a Calabozo. Sabedor que García de Sena estaba en Quíbor y avanzaba hacia él, el 12 de septiembre Reyes Vargas tomó posiciones en Cerritos Blancos y decidió esperarlo.

## Combate
A las 03:00 horas del 13 de septiembre, García de Sena salió de Quíbor y tomó rumbo a Barquisimeto y al amanecer se encontró con Reyes Vargas en Cerritos Blancos, entre Quibor y Barquisimeto. El teniente coronel patriota contaba con el batallón Caracas y el escuadrón Húsares de Línea. La batalla comenzó a las 06:30, cuando ambas fuerzas rompieron fuego vigorosamente la una contra la otra. Los monárquicos intentaron repetidamente flanquear a sus enemigos para atacarlos por la retaguardia, pero fracasaron en cada ocasión. Torrellas también cargó varias veces contra la línea república y fue rechazado con fuertes pérdidas en toda oportunidad. Después de dos horas de lucha, el teniente coronel republicano Bartolomé Chaves lideró una compañía que atacó el centro monárquico, arrollándolo y causando muchos muertos.

## Consecuencias
El combate fue muy sangriento y debilitó a la pequeña brigada republicana, pero avanzó a Barquisimeto. Los monárquicos dejaron en el campo de batalla toda su artillería, fusiles, municiones y empaques, pudiendo escapar Reyes Vargas y Torrellas con unos pocos supervivientes. Entre los caídos del bando triunfador estaban los capitanes Antonio Leanux y José María Carreño, el teniente Carlos Carabali y el subteniente José María de la Paz, todos quienes demostraron un valor admirable. Chaves, segundo al mando de los patriotas. Carreño fue herido y encontrado en el campo por sus enemigos, que le dieron 15 cuchilladas y lo dejaron tendido, luego fue llevado a la ciudad para intentar salvarlo. Bolívar no se impresionó por la victoria, pues sus enemigos se multiplicaban. Envió una división al mando del brigadier Rafael Urdaneta para reforzar a las tropas de García de Sena, saliendo de Valencia el 7 de octubre. Entre tanto, García de Sena, enfermó, fue relevado del mando por el comandante Miguel Valdés.
En respuesta a lo acontecido, el gobernador de Coro, coronel José Ceballos, secundado por el coronel Miguel Correa, salió de su ciudad el 22 de septiembre con 351 infantes y 23 oficiales, pasó por Siquisique, donde se les unieron los guerrilleros sobrevivientes de Cerritos Blancos. Siguió por el río Tocuyo se le sumaron los jinetes del coronel Pedro Luis Inchauspe, las guerrillas del coronel Francisco Oberto y los dispersos de las unidades vencidas del jefe Manuel Cañas. Pronto disponía de unos 2.000 hombres con los que se abalanzó sobre Barquisimeto, donde estaban los vencedores de Cerritos Blancos.
Urdaneta llegó a San Carlos tres días después, donde enteró por refugiados de Barquisimeto que el coronel Ceballos avanzaba sobre la ciudad y Valdés se retiraba a Yaritagua. A marchas forzadas fue a ayudar a Valdés, enviando un edecán con órdenes que se retirara a la montaña del Altar para reunirse con él. Sin embargo, fue en vano, al llegar al Gamelotal se enteró de la derrota de aquel en Yaritagua.